# Westwallmuseum Konz

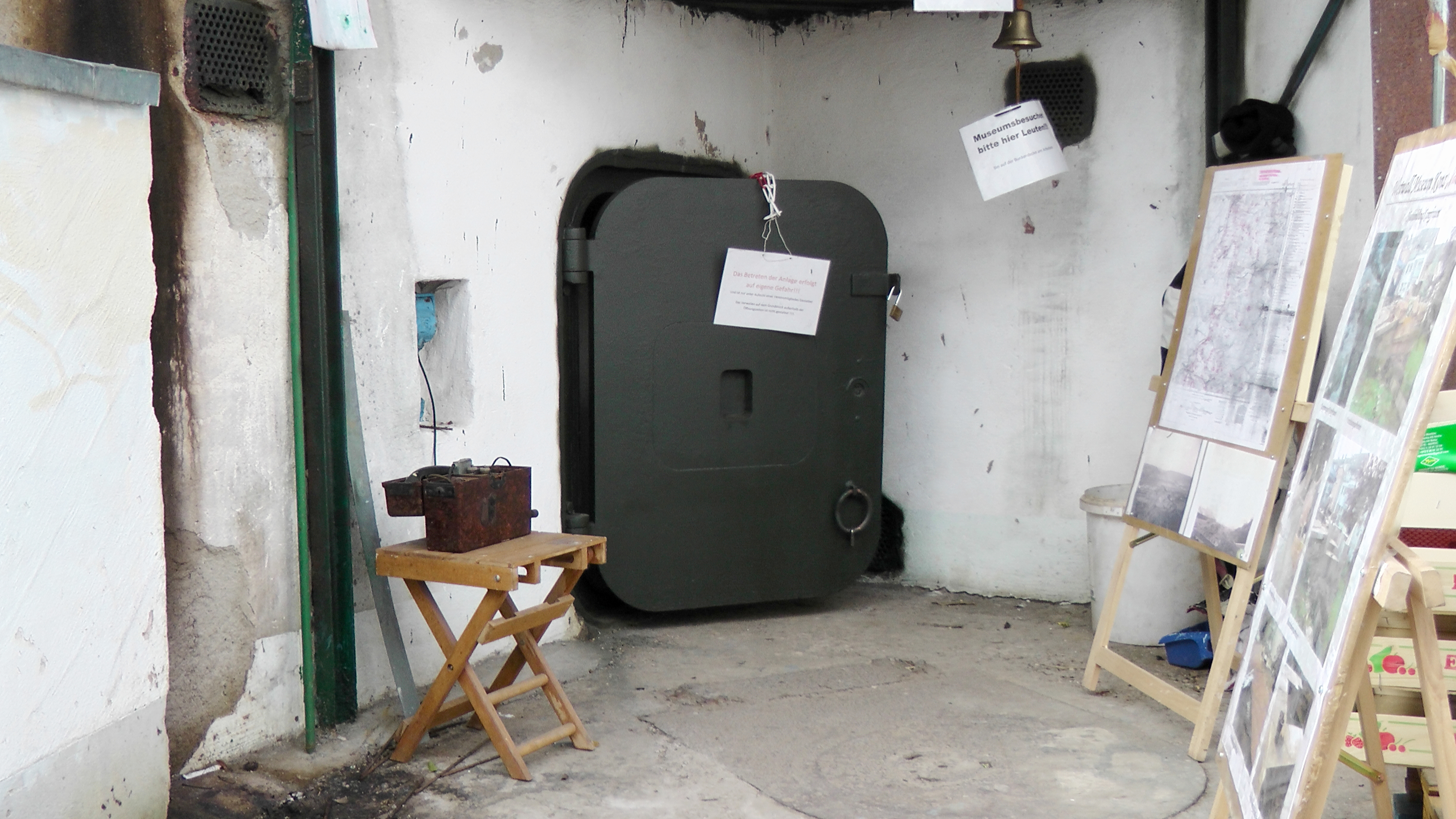
Bunkereingang mit Schautafeln

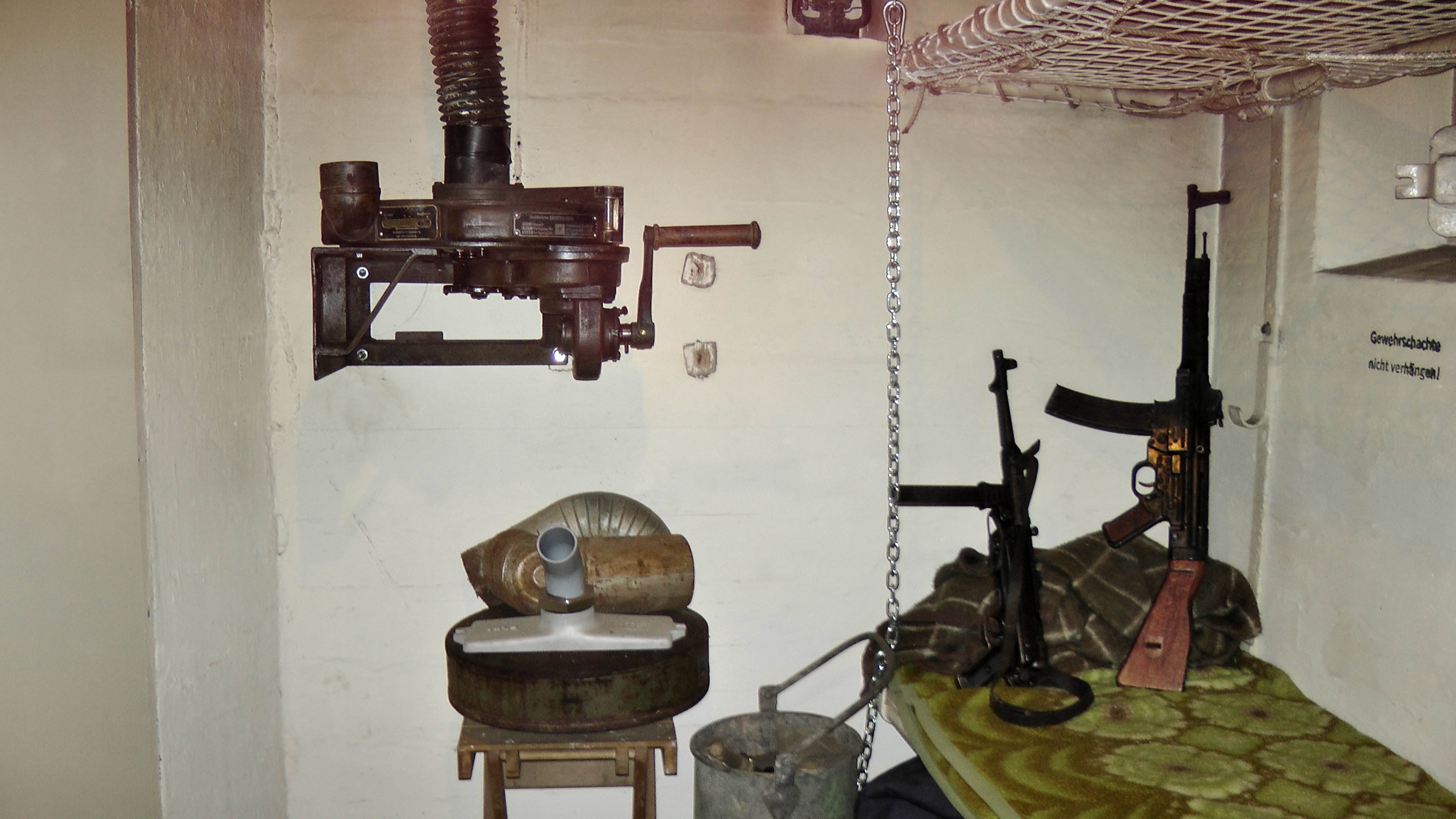
Mannschaftsraum mit Hängematten und Gasschleuse

Das Westwallmuseum Konz im denkmalgeschützten Bunker Villa Gartenlaube liegt im Stadtzentrum von Konz, Rheinland-Pfalz, Trier-Saarburg an der Mündung der Saar in die Mosel. Das Museum besteht aus einem restaurierten Bunker und einer thematischen Ausstellung zum Westwall im Allgemeinen und der Westwallfestung Konz im Speziellen.
Das Museum hat den Krieg zum Thema und versteht sich gerade deshalb als Mahnmal zum Frieden.

## Westwallbefestigung Konz
Konz nahm beim Bau des Westwalls eine besondere Stellung ein. Bei der Einmündung der Saar in die Mosel sollte ein möglicher Durchbruch eines Feindes im Moseltal verhindert werden. Allein im damaligen Gemeindegebiet wurden 25 Bunker, darunter zwei B-Werke errichtet. Auch auf der gegenüberliegenden Moselseite wurden viele Befestigungsanlagen erbaut.
Alle in Konz erhaltenen Bunker wurden gesprengt und sind bestenfalls als Ruine erhalten. Die am besten erhaltenen Bunker sind der Museumsbunker sowie sein unmittelbarer Nachbar.  Nahezu unzerstört erhalten ist ein für die Versorgung von Bunkern errichtetes Wasserwerk, das sich heute im Gelände des Freilichtmuseums Roscheider Hof befindet. Sieben Bunker sind als klar erkennbare Ruinen erhalten, viele weitere als meist übererdete Betonblöcke im Wald oder in Weinbergen.
Auf der gegenüberliegenden Moselseite, die heute zum Gemeindegebiet von Trier gehört, existieren noch viele zum Teil sehr eindrucksvolle Ruinen von Bunkeranlagen.

## Der Bunker

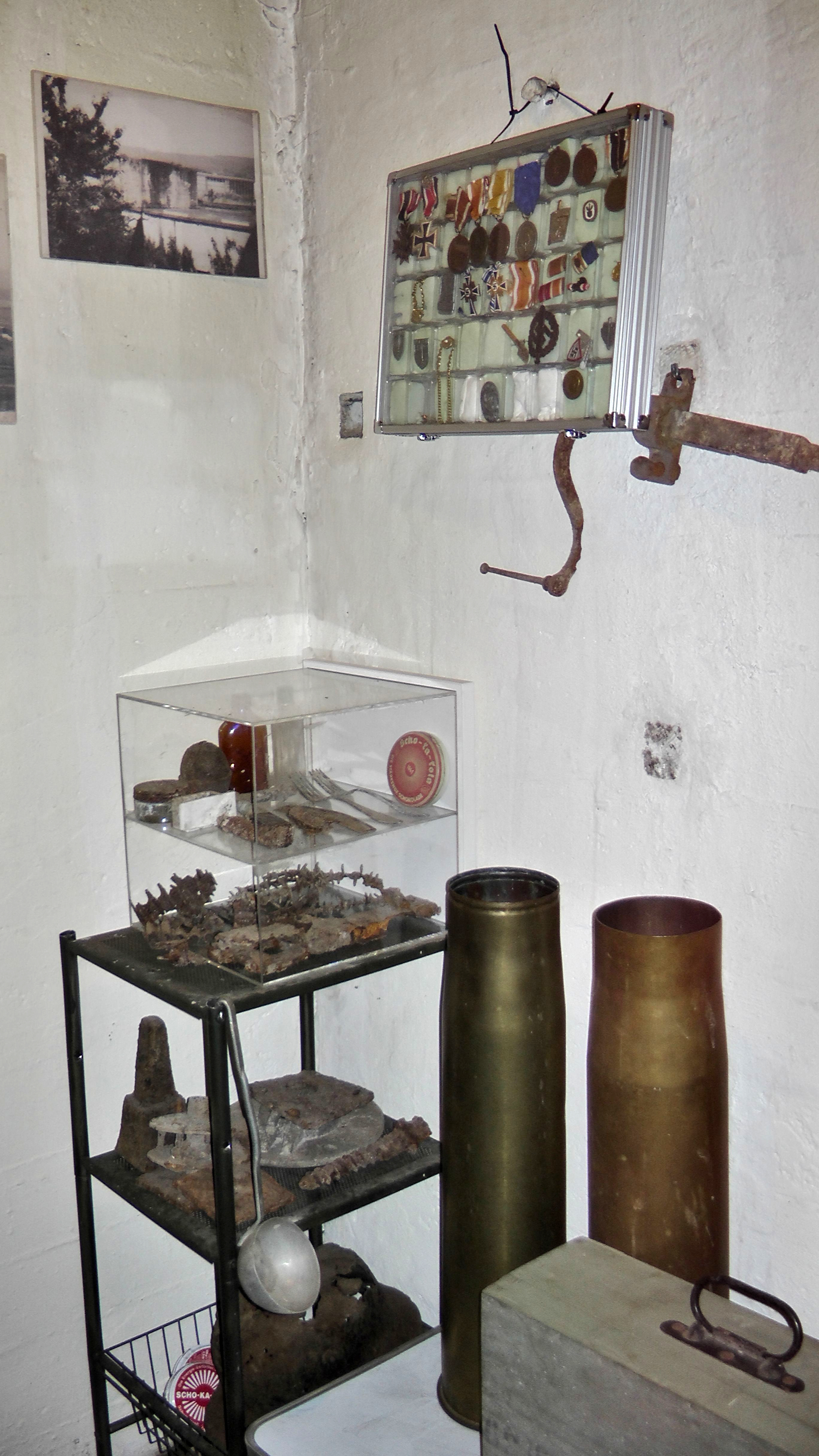
Inneneinrichtung

Die Villa Gartenlaube wurde im Rahmen des Pionier Programmes 1937 in der Ausbaustufe B1 gebaut (1 m Wandstärke und 80 cm Betondecke) und war eine absolute Sonderkonstruktion.
Sie bestand ursprünglich aus vier Räumen. Gasschleuse, Mannschaftsraum für fünf Soldaten, einem Munitionsraum und einem aufgesetzten Kampfraum der Anfang 1945 von den Amerikanern unbrauchbar gemacht wurde. Die Schartenplatte 7P7 wurde mit der Decke herausgesprengt. 1963 wurde dann der Rest vom Kampfraum entfernt.
Die Bewaffnung des Bunkers bestand vermutlich aus einem MG 08 oder einem MG 34, wobei das 08 in den ersten Bunkeranlagen öfters verwendet wurde.
Der Name Villa Gartenlaube geht auf einen Schriftzug im Inneren des Bunkers zurück. Viele der ehemals 25 Bunker im (damaligen) Konzer Gemeindegebiet hatten solche Spitznamen. Der ebenfalls noch erhaltene aber nicht renovierte Nachbarbunker hieß Saar-Mosel-Klause und das nicht mehr erhaltene B-Werk an der Saarmündung hieß Filzlaus.

## Nachkriegsgeschichte
In den 1950ern und Anfang der 1960er Jahre wurde die Anlage von den Anwohnern als Holzlager für die damals gebräuchlichen Holzöfen verwendet. Da die Häuser später auf Öl umstellten, wurde der Bunker verschlossen und geriet mehr oder weniger in Vergessenheit.
Während dieser Zeit wurde dann auch der Durchgang des Notausgangs mit einer Holzplatte versiegelt und Tannenbäume und Efeu entlang der Bunkermauer gepflanzt.
In den 1970er Jahren wurde in dem Gebäude vor dem Bunker eine Werkstatt eingerichtet, vor die noch vorhandene Panzertür wurde eine schwere Maschine gestellt und das blaue Vordach wurde gebaut. Durch die Maschine ließ sich die Panzertür nicht mehr öffnen und rostete zu.
In den 1990er Jahren wurde die Maschine entfernt und die Tür, da sie sich nicht mehr öffnen ließ, mit Beton versiegelt.

## Restaurierung

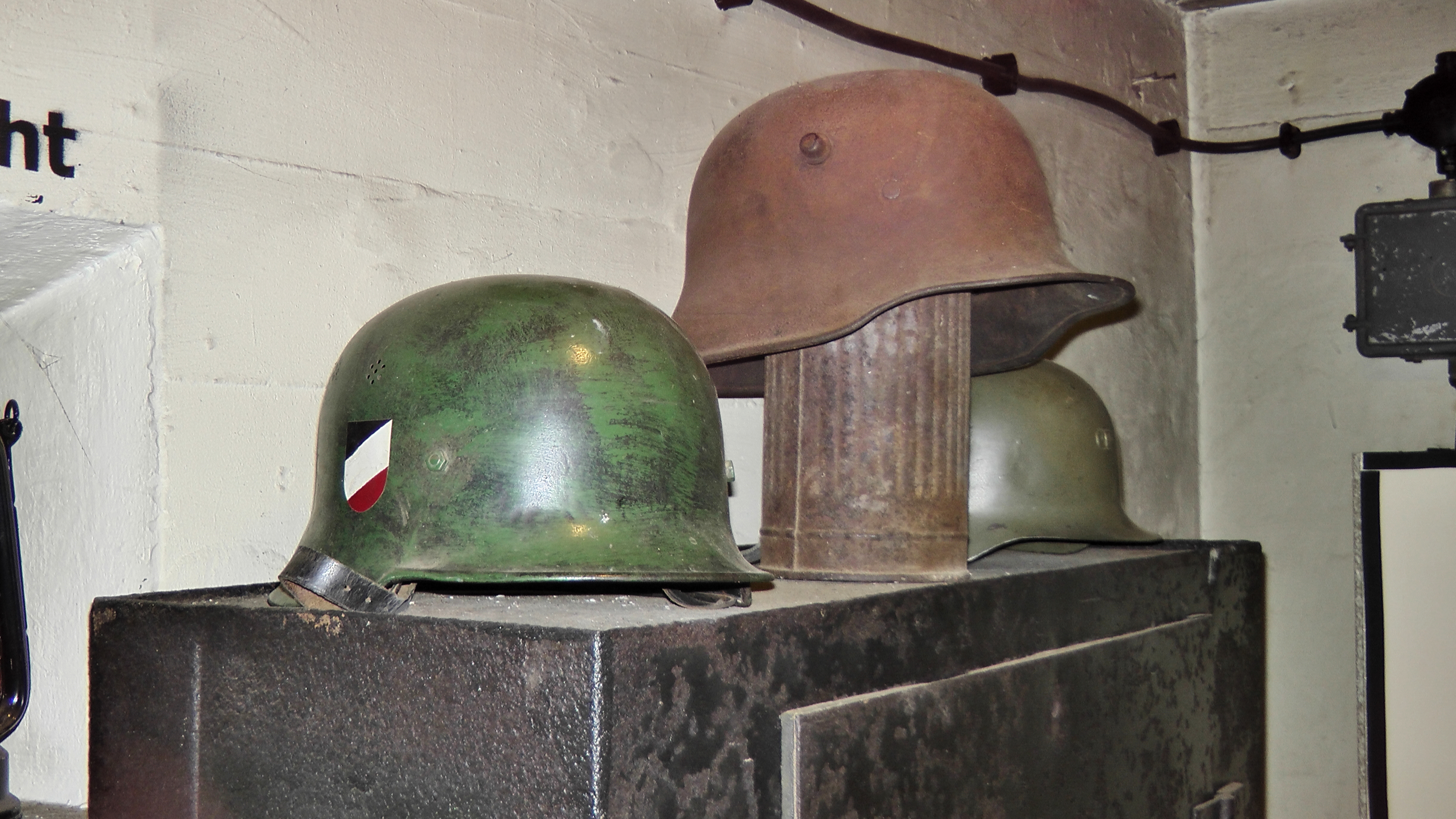
Westwallmuseum Konz, Ausstellungen

Anlass für die Restaurierung war die Suche nach einem möglichst gut erhaltenen und verkehrsgünstig gelegenen Bunker um diesen als Museumsbunker wiederherzustellen. Zu diesem Zweck konnte der Bunker im Juni 2014 von der Bundesanstalt für Immobilienaufgaben erworben werden.
Der Bunker war vollständig mit Bäumen, Gras und Kletterpflanzen überwachsen und so begann die Renovierung im Mai 2014 mit Baumfällarbeiten. Aus dem Bunkerinneren wurden 420 kg Müll, 1100 kg belastetes Holz, 2300 kg Eisen und Stahl und 10,2 Tonnen Schutt entfernt. Die von der Decke hängenden in 50 Jahren gewachsenen Stalaktiten wurden nicht erhalten, da es diese in großer Zahl in umliegenden nicht restaurierten Bunkern gibt. Um Besuchern die gesamte Anlage begreifbar zu machen, wird der nicht mehr original erhaltene Kampfraum auf der Bunkerdecke 2015 als Holzkonstruktion angedeutet.

## Besichtigung
Das Museum ist für Einzelbesichtigungen am jeweils 2. und 4. Sonntag eines Monats nachmittags geöffnet. Jährlich findet am jeweils zweiten Maiwochenende ein Museumsfest mit Ausstellungen und Aktionen zu einem speziellen Thema statt. 2017 beispielsweise „Die Amis kommen“.